# Campo Número Uno B
Campo Número Uno B är en ort i Mexiko.   Den ligger i kommunen Cuauhtémoc och delstaten Chihuahua, i den nordvästra delen av landet, 1 300 km nordväst om huvudstaden Mexico City. Campo Número Uno B ligger 2 098 meter över havet och antalet invånare är 352.
Terrängen runt Campo Número Uno B är huvudsakligen platt, men åt sydväst är den kuperad. Runt Campo Número Uno B är det mycket glesbefolkat, med 4 invånare per kvadratkilometer. Närmaste större samhälle är Cuauhtémoc, 7,2 km öster om Campo Número Uno B. Trakten runt Campo Número Uno B består till största delen av jordbruksmark.